# Minniza monticola
Minniza monticola är en spindeldjursart som beskrevs av Volker Mahnert 1991. Minniza monticola ingår i släktet Minniza och familjen Olpiidae. Inga underarter finns listade i Catalogue of Life.